# Cullenia zeylanica
Cullenia zeylanica är en malvaväxtart som först beskrevs av Gardn., och fick sitt nu gällande namn av Robert Wight och Karl Moritz Schumann. Cullenia zeylanica ingår i släktet Cullenia och familjen malvaväxter. Inga underarter finns listade i Catalogue of Life.